# Agylla plateada
Agylla plateada là một loài bướm đêm thuộc phân họ Arctiinae, họ Erebidae.